# Kutjevo
Kutjevo (középkori magyar neve Gotó volt) város és község Horvátországban, Pozsega-Szlavónia megyében. Az ország egyik legkisebb városa.

## Fekvése
Pozsegától légvonalban 19, közúton 22 km-re északkeletre, a Krndija-hegység lábánál, a Kutjevačka-patak partján fekszik.

## A község települései
A községhez Bektež, Bjeliševac, Ciglenik, Ferovac, Gotószentgyörgy, Grabarje, Gradistye, Hrnjevac, Kutjevo, Lukač, Mitrovac, Ovčare, Poreč, Šumanovci, Tominovac, Venje és Vetovo települések tartoznak.

## Története
A régészeti leletek tanúsága szerint Kutjevo területe már ősidők óta lakott. E vidéken két újkőkori és egy rézkori kultúra is otthagyta a nyomait. A település keleti határában emelkedő szőlőhegyen két történelem előtti régészeti lelőhely is található, melyek a „Mihalje” és a „Vlastelinski vinograd” nevet viselik. Vlastelinski vinogradon a korai neolitikumban, az i. e. 6. évezredben virágzott, a Starčevo-kultúra népéhez és a valamivel későbbi sopoti kultúra népéhez tartozó település maradványai kerültek elő, a Mihalje lelőhely pedig az i. e. 3. évezredben virágzott rézkori vučedoli kultúra leleteiről ismert.
A középkori település alapítása a nép ajkán csak „fehér barátoknak” nevezett ciszterciek ide érkezésével van kapcsolatban. A ciszterci apátságot a középkori források szerint 1232-ben a Csák nembeli Ugrin kalocsai érsek alapította és Zircről hívott ide szerzeteseket. A korabeli iratokban az apátság „Abbatia beatissime Virginis Marie Vallis honesta de Gotho” alakban szerepel. Kutjevo középkori magyar neve ugyanis Gotó volt, a Pozsegai völgységet pedig latinul „Vallis Honestának”, azaz a tisztelet völgyének nevezték. IX. Gergely pápa egy 1234-ben kelt levelében „abbati et conventui Honeste Vallis de Posega Cisterciensis ordinis, Quinqueecclesiensis diocesis” néven említi a pécsi püspökséghez tartozó ciszterci apátságot és konventjét. 1989-ben régészeti feltárást végeztek a mai Kisboldogasszony templom hajója alatt és megtalálták a középkori, a Boldogságos Szűz tiszteletére szentelt templom apszisának egy szakaszát, valamint a kolostor kerengőjének alapfalait az udvaron állott kúttal.
Gotó középkori várát említi I. Ulászló király egyik 1441-ben kelt oklevele, melyet néhány szerző a kolostor erődítésének gondol, míg mások a középkori Gotószentgyörgyöt, a mai Kula települést értik alatta. A 15. században az apátság kegyurai a Garaiak voltak, majd 1493-tól Újlaki Lőrinc, az ő 1524-es halála után pedig Móré László és örökösei. A török veszély közeledtére a ciszterciek 1529-ben elhagyták Gotót, melyet 1538-ban el is foglalt a török és az apátság épületeit lerombolta. Egy 1540-ben kelt török okirat a települést már pusztának mondja. Egy 1545-ös török okirat mezővárosként és náhije székhelyeként említi, 22 házzal, vegyes, katolikus és muzulmán lakossággal. 1561-ben elpusztult szőlőhegyeit, szántóföldjeit és legelőit említik, melyek a „hitetlenek” idejében az apát birtokában voltak. Az 1579-es török összeírás szerint „Kutheva” városában 60 muzulmán és 30 keresztény ház állt. 1660-ban Nikolić Péter a zágrábi püspök vikáriusa említi a kolostor romjait, melyek fölött fatemplom és plébániaház áll. A plébánia vezetését és a katolikus hívek szolgálatát a velikei ferences kolostor szerzetesei látták el.
A település 1687-ben szabadult fel a török uralom alól. 1698-ban „Kutieva” néven 48 portával szerepel a török uralom alól felszabadított szlavóniai települések összeírásában. A török kiűzése után a muzulmán lakosság Boszniába távozott, helyettük Boszniából katolikus horvátok érkeztek. 1702-ben 59, 1740-ben 119 ház állt a településen. A felszabadítás után Ivan Josip Babić zágrábi kanonok címzetes apát visszaigényelte az apátság birtokait, de tíz év múltán 1698-ban mégis átengedte azokat a jezsuitáknak. 1702-ben még azt írják, hogy minden romokban hever, ami egykor az apátsághoz tartozott. Az ide érkező jezsuiták a középkori Szűz Mária templom romjaira fakápolnát építettek. Létrejött a kutjevói uradalom, melyhez Kutjevo városán kívül 34 falu tartozott. Ezután a jezsuiták kevesebb, mint húsz év alatt újraalapították az apátságot felépítve az új plébániatemplomot és a barokk kastélyt, melynek építését 1735-ben fejezték be. 1754-ben megindult az iskolai oktatás. Megújították a szőlészetet és borászatot, valamint a korábban virágzott gazdasági életet. Vásárokat rendeztek, felélénkült a kézművesség, különösen a kádármesterség, a bőrművesség, a kovácsmesterség és a malomipar. A gazdaság virágzása 1773-ig a rend tevékenységének megszüntetéséig tartott.
Az első katonai felmérés térképén „Dorf Kuttieva”néven látható. Lipszky János 1808-ban Budán kiadott repertóriumában „Kuttyevo” néven szerepel. Nagy Lajos 1829-ben kiadott művében „Kuttyevo” néven 168 házzal, 1436 katolikus vallású lakossal az oppidumok között találjuk. A jezsuitákat követően az uradalom az állami kamara, illetve a tanulmányi alap (Fundus Studiorum) igazgatása alá került. 1882-ben az uradalmat a károlyvárosi Turković család vásárolta meg, akik a hosszú stagnálás után újra felvirágoztatták azt. A szőlőültetvények és gyümölcsösök művelésére professzionális munkaerőt hoztak, akik növelték a termésátlagokat, megváltoztatták a helyi lakosság szokásait és mindennapi életét. Az ő 63 évi irányításuk alatt vált Kutjevo ismertté világszerte a szőlészeti és borászati körökben. A kutjevoi uradalom ismert volt lipicai lovairól is, melyeket fogatolásra és könnyű iskolalovaglásra is kiképeztek. Az 1733-ban épített laktanya keretén belül 1873-ban hadi lótenyészetet alapítottak. Erre alapozva alakul majd meg 1946-ban a katonai ménes, melyet egy év után az očvarai majorba telepítenek át, ahol 1960-ban megszűnik. 1893-ban megalapították az önkéntes tűzoltóegyletet. 1903-ban bevezették az elektromos áramot és a posta is megkezdte működését. Orvosi rendelő és gyógyszertár már 1776 óta működött a településen.
A településnek 1857-ben 1324, 1910-ben 1622 lakosa volt. 1910-ben a népszámlálás adatai szerint lakosságának 84%-a horvát, 8%-a német, 3%-a magyar, 2-2%-a szerb és cseh anyanyelvű volt. Pozsega vármegye Pozsegai járásának része volt. 1906-ban megalakult a helyi olvasókör, 1911-ben pedig a helyi Hrvatski Sokol egyesület. Az első világháború után 1918-ban az új szerb-horvát-szlovén állam, majd később (1929-ben) Jugoszlávia része lett. 1925-ben megalakult a helyi labdarúgóklub és még ebben az évben megnyílt a helyi strandfürdő. 1926-ban megalakult a szőlő és gyümölcstermesztők egyesülete. 1991-ben lakosságának 95%-a horvát nemzetiségű volt. A településnek 2011-ben 2440, a községnek összesen 6247 lakosa volt.

## Lakossága
| Lakosság változása | Lakosság változása | Lakosság változása | Lakosság változása | Lakosság változása | Lakosság változása | Lakosság változása | Lakosság változása | Lakosság változása | Lakosság változása | Lakosság változása | Lakosság változása | Lakosság változása | Lakosság változása | Lakosság változása | Lakosság változása |
| ------------------ | ------------------ | ------------------ | ------------------ | ------------------ | ------------------ | ------------------ | ------------------ | ------------------ | ------------------ | ------------------ | ------------------ | ------------------ | ------------------ | ------------------ | ------------------ |
| 1857               | 1869               | 1880               | 1890               | 1900               | 1910               | 1921               | 1931               | 1948               | 1953               | 1961               | 1971               | 1981               | 1991               | 2001               | 2011               |
| 1.324              | 1.255              | 1.245              | 1.313              | 1.615              | 1.622              | 1.492              | 1.633              | 1.513              | 1.592              | 1.806              | 2.221              | 2.330              | 2.492              | 2.826              | 2.440              |

## Gazdaság
A község gazdaságának alapja a mezőgazdaság, melyre számos kis- és középvállalkozás támaszkodik. Ezen belül főként a szőlészet és borászat fejlődött. Már 1926-ban megalakították a szőlő- és gyümölcstermesztők helyi egyesületét, mely 1955-ig működött. A fejlődésnek 1963-ban a PPK Kutjevo feldolgozóipari és élelmiszeripari vállalat megalapítása adott új lendületet. A cég ma Kutjevo d. d. néven részvénytársaságként működik. A mezőgazdaságon kívül az építőipar, a fafeldolgozóipar, az áruszállítás és a szolgáltatások képezik a gazdaság húzóerejét.

## Nevezetességei
- A Kisboldogasszony tiszteletére szentelt plébániatemplom[8] elődjét még 1232-ben a ciszterciek építették, ez a templom azonban a török hódítás idején a kolostorral együtt elpusztult. 1698-ban Lipót császár engedélyével jezsuiták jöttek a településre, akik a középkori romokon 1721-ben megkezdték az új templom és a rezidencia építését. A munkálatok a templomban 1732-ben fejeződtek be. Az új templomot csak részben építették a középkori templom alapjaira, mivel az új épület csak egyhajós lett, szemben a háromhajós középkori templommal. A templom északi sekrestyéjében ma is megtalálható a középkori freskók egy része.
- Kutjevo kastélyát 1721 és 1735 között építették a templommal párhuzamosan a jezsuita építész, festő és pozsegai rendfőnök Josip Kraljić tervei szerint. Elkészülte után után ez lett a kutjevói uradalom központja és a pozsegai jezsuiták nyári rezidenciája. Az épületnek három szárnya van, melyek egy belső udvart fognak közre. A déli szárnyat részben a középkori apátság falaira építették. Az épületet úgy alakították ki, hogy helyiségei egy folyosó mentén sorakoznak, míg az ebédlőt a toronyban alakították ki. A legutóbbi rekonstrukció során az épületet az eredeti formájában alakították át. A kastély körül szép, gondozott park terül el faritkaságokkal.

## Kultúra
Kutjevón 1906-ban alakult meg a helyi olvasókör és megjelent a település monográfiája is. 1911-ben megalapították a Hrvatski sokol hazafias egyesület helyi szervezetét. 1919-ben megalakult a Neven énekkar. 1994-ben az 1926-ban alapított szőlő- és gyümölcstermesztők egyesületének utódjaként létrejött a „Kutjevački Vinari” egyesület, mely ma mintegy 50 tagot számlál. Az egyesület tanfolyamokat, szakmai tanulmányutakat és továbbképzéseket szervez. Legjelentősebb rendezvényei a januári „Kutjevačko Vincelovo”, a júniusban megrendezett „Graševine” és a novemberi Szent Márton naphoz kapcsolódó „Kutjevačko Martinje” fesztiválok.

## Oktatás
Az első iskolaépület a jezsuiták irányításával 1754-ben épült meg a településen, ahol 1755-ben meg is kezdődött a tanítás. Az iskolába kezdetben csak fiúk járhattak, majd később lányok is. 1770-ben említik az első tanítót a településen Grgur Kvaternik személyében, aki harangozó is volt egyben. 1773-ban a jezsuita rend megszűnésével népiskolaként működött tovább. Itt működött az akkori Szlavónia 17 népiskolájának egyike. 1820-ban bővíteni kellett a meglevő iskolaépületet, mivel a tanulók száma a téli időszakban a 115 főt is meghaladta. A létszám nyáron a mezőgazdasági munkák miatt 90 körülire csökkent. 1902-ben bevezették az ötéves oktatást, ekkor az iskola már négy osztállyal működött. Az 1941/42-es tanévben megalapították a városi iskolát. Az oktatás 1946-ban hat osztállyal az akkori mezőgazdasági szövetkezet épületében folytatódott. Az intézmény 1962-ben költözött a mai épületébe. 1990-ben vette fel Zdenko Turkovićnak, az egyik kiemelkedő helyi borásznak a nevét.

## Sport
Az NK Kutjevo labdarúgóklubot 1925-ben alapították. A megyei első ligában szerepel.

## Egyesületek
Kutjevo önkéntes tűzoltóegyletét 1893-ban alapították.